# Manel Clot i Gendra
Manel Clot i Gendra   (Granollers, 1956 - 1 de març de 2016) fou un historiador i crític d'art català.
Llicenciat en història de l'art per la Universitat Autònoma de Barcelona, fou professor de la Universitat Pompeu Fabra i de l'Escola Eina. Entre d'altres fou comissari d'exposicions en galeries i institucions, com Time Span, (Fundació ‘la Caixa' de Barcelona, 1990); Subjecte de ficció (Centre d'Art Santa Mònica, 1991); Onze escultures (Museu de Granollers, 1991); Historia natural. El doble hermético (Centro Atlántico de Arte Moderno de Las Palmas CAAM, 1992); Cicle d'exposicions La Cambra daurada, (La Capella, 1994); Cicle d'exposicions Espais de desig, (La Capella, 1994/95) Spaces of Desire, (Transmission Gallery de Glasgow, 1996); Sophie Calle: Relats, (Fundació ‘la Caixa', Madrid i Barcelona 1996-1997); Dies Irae,(Museu de Granollers, 1997); Hipertronix,(Espai d'Art Contemporani de Castelló,1999); Inter/Zona,(Palau de la Virreina, 2000); Francesc Abad: Bloc W.B., (Museu de Granollers, 2006) i a l' Instituto Cervantes de Berlín (2008); Constel·lació Cumella. Les mans industrials. (Col·legi d'Arquitectes de Catalunya, 2007) i Sin escenario (Museo de Arte Contemporáneo de Panamá, MADC San José, Costa Rica, Museo de Arte de El Salvador (MARTE) San Salvador, 2009) Va rebre el Premi Espais de Crítica d'art de la Fundació Espais (1994).
En l'àmbit teòric, va escriure textos en catàlegs d'exposicions individuals d'artistes i en mostres col·lectives, entre els quals destaquen Historias de amor (València, 1991), Kunst in Spanien (Köln, 1992) i Los últimos días (Sevilla, 1992). Fou també col·laborador del diari El País i de les revistes Lápiz, Balcón, Flash Art i Artscribe, entre d'altres. Va morir el març de 2016 als 59 anys.